# Zalatna
Zalatna (románul Zlatna, németül Klein-Schlatten, vagy Goldenmarkt, latin neve Ampelum, majd Auraria Minor, szászul Kleinschlatten) város Romániában, Fehér megyében.

## Fekvése
Gyulafehérvártól 36 km-re északnyugatra, az Ompoly partján fekszik, közigazgatásilag Botesbánya, Budeni, Dealu Roatei, Dobrot, Dumbrava, Fenes, Kénesd, Nagyompoly, Ompolygalac, Ompolykövesd, Pârău Gruiului, Pirita, Podu lui Paul, Runc, Ruși, Suseni, Valea Mică, Vultur települések tartoznak hozzá.

## Nevének eredete
Neve a szláv zlatna (= arany) főnévből ered és egykor gazdag aranybányáira utal.

## Története
Zalatna a római uralom idejében Ampelum néven a daciai aranybányászat központja volt. Szláv eredetű Zlatna neve arra vall, hogy a honfoglaló magyarok szláv eredetű törzseket találtak itt.[forrás?] 1263-ban már Zalatna néven említik.
Az Árpád-házi királyok telepítettek ide szászokat, s fontos bányavárossá fejlesztették ki.
Később az erdélyi fejedelmek is nagy gondot fordítottak a zalatnai aranybányászat fejlesztésére, II. Rákóczi György Körmöcbányáról telepített ide bányászokat.
Zalatna az erdélyi bányászmozgalmak egyik központja volt. A Horia és Cloșca által vezetett fölkelésben és Varga Katalin mozgalmában is nagy részük volt a zalatnai és környékbeli bányászoknak.
1759-ben innen indult a román parasztok mozgalma, amely során az ortodox püspökség felállításának ígéretében bízva sorra foglalták vissza az görögkatolikus templomokat, a lázadást csak 1761-ben fékezte meg Buccow erdélyi császári főparancsnok.
1848. október 23-án a románok felgyújtották az egész várost úgy, hogy még a görögkeleti templom is leégett, valamint a zalatnai császári aranybeváltót is kifosztották.
1848. október 24-én Ompolygyepű határában mészárolták le a románok a menekülő zalatnai polgárokat. 50 év múlva a halottakat kiásták és három sírhalom alá temették. A 700 magyar emlékét az országút melletti 10 m magas obeliszk őrzi PAX felirattal.
|  |  |

1910-ben 4317 lakosából 2892 román, 1129 magyar volt. A trianoni békeszerződésig Alsó-Fehér vármegye Magyarigeni járásához tartozott. 2002-ben 8612 lakosából 8367 román, 179 cigány, 57 magyar és 4 német volt.

## Látnivalók
- 15 századi ortodox templom[4]

## Híres emberek
- Itt született 1847. április 27-én Lukács Béla politikus, író, aki csak román dajkája segítségével menekült meg a preszákai mészárlásból, majd államtitkár, miniszter, a MÁV igazgatója és kormánybiztos lett.
- Itt született 1850. november 24-én Lukács László politikus, miniszterelnök a Nemzeti Munkáspárt vezére.
- Itt élt Gruzda János papfestő 1881 és 1953 között (meghalt: 1953. november 3., Zalatna)
- Itt született Ferenczi Sándor (Zalatna, 1894. október 1. – Szovjetunió, 1945. június) – régész.
- Itt született Ferenczi István (Zalatna, 1890. október 21. - Washington, 1966. november 27.): geológus, egyetemi tanár.
- Itt született Ajtay Mihály (Zalatna, 1907. július 23 - …?. ) főgyógyszerész
- Itt született Ajtay Gábor református lelkész (Zalatna 1905. szeptember 17 - ? )
- Itt született 1914. november 10-én Alliquander Ödön magyar bányamérnök, egyetemi tanár.
- Itt halt meg Eismann József gyógyszerész, 1848. október 22-én a várost megtámadó román felkelők kezétől.
- Itt halt meg 1878. november 9-én Fridrich Ritter von Oelberg, aki Selmecen kohómérnökként végzett. A zalatnai Kohó és Aranybeváltó hivatal igazgatója lett.
- Itt halt meg 1908 októberében Csiky János zalatnai plébános 65-ik életévében.
- Itt hunyt el 1913-ban Kurovszky Zsigmond magyar királyi főbányatanácsos, főbányahivatali főnök, Alsófehérvármegye törvényhatósági bizottságának tagja, kohómérnök.